# Chikka Jantkal, Gangawati
Chikka Jantkal là một làng thuộc tehsil Gangawati, huyện Koppal, bang Karnataka, Ấn Độ.